# Bernardo Strozzi
Bernardo Strozzi (Gênova, c. 1581 — Veneza, 2 de agosto de 1644) foi um pintor do barroco italiano. Sua arte se destaca por suas cores ricas e brilhantes e pinceladas amplas e enérgicas.

## Vida
Strozzi nasceu em Gênova e treinou inicialmente na oficina de Cesare Corte, um pintor genovês cujo trabalho refletia o estilo maneirista tardio de Luca Cambiaso. Posteriormente, juntou-se à oficina de Pietro Sorri, um pintor sienense que residiu em Gênova de 1596 a 1598. Sorri é creditado por levar Strozzi para longe da elegância artificial do estilo maneirista tardio de Cambiaso em direção ao naturalismo.
Em 1598, aos 17 anos, ingressou num mosteiro dos capuchinhos, um ramo de reforma da Ordem Franciscana. Quando seu pai morreu em torno de 1608, deixou a Ordem para cuidar de sua mãe, ganhando a vida com suas pinturas, que foram muitas vezes influenciadas pelos ensinamentos franciscanos.  Acredita-se que do final de abril até o final de julho de 1625 ele residiu em Roma, para onde foi convocado pelos frades de sua ordem para apoiar sua tentativa de criar uma presença capuchinha mais forte na cidade papal.  
A partir do ano de 1625, o relacionamento de Strozzi com a ordem dos capuchinhos tornou-se tenso. A ordem o acusou de ter cometido um ato não mais conhecido que supostamente causou 'desgraça ao seu hábito sagrado'. Alguns autores afirmam que o ato era a prática ilegal de pintar fora dos muros do convento. O conflito chegou ao auge em 1630, quando Strozzi se recusou a voltar para o mosteiro após a morte de sua mãe e o casamento de sua irmã. Seus superiores então o prenderam. Sua prisão, em Gênova, durou cerca de 17 a 18 meses, e após a libertação fugiu para Veneza em 1631 a fim de evitar o confinamento em um monastério. 
Por volta de 1632-1633, o artista ressurgiu em Veneza, onde lhe foi permitido trabalhar e viver. Strozzi conseguiu construir uma forte reputação em dois anos, apesar de não ser um veneziano nativo. Ele gradualmente ganhou reconhecimento como um dos principais artistas de sua época. O Doge de Veneza, Francesco Erizzo, tornou-se um de seus patrocinadores mais proeminentes.  

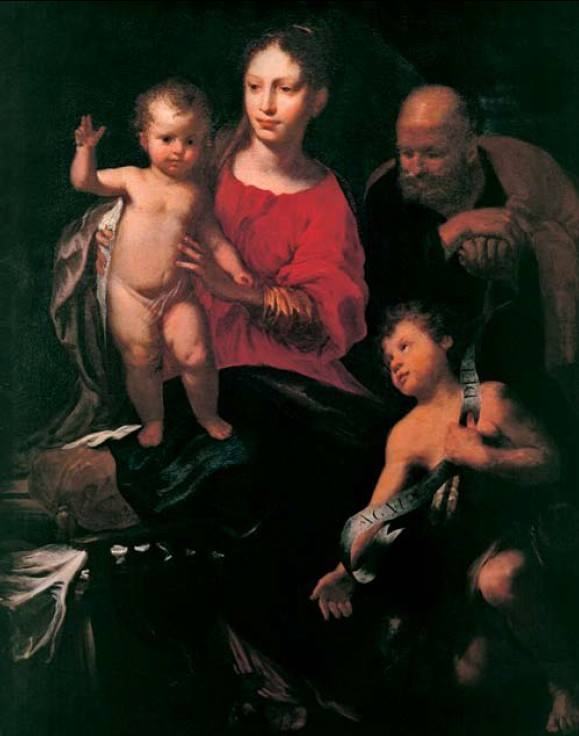
Sagrada Família e São João Batista, Casa Museu Eva Klabin (1581).

Suas primeiras pinturas mostram o emocionalismo escuro de Caravaggio, como na pintura “Sagrada Família e São João Batista” (acervo Casa Museu Eva Klabin, 1581). Mais pela segunda década do século XVII, enquanto trabalhava em Veneza, Strozzi sintetizou um estilo pessoal que fundiu influências pictóricas do Norte (incluindo Rubens e Veronese), com uma monumentalidade realista. Ele também foi provavelmente influenciado por Velazquez. Depois de uma encomenda para pintar o retrato de Claudio Monteverdi sua fama cresceu, sendo requisitado para retratar muitas personalidades venezianas. Sua obra foi uma forte influência sobre a de Giovanni Andrea de Ferrari, Giovanni Bernardo Carbone, Valerio Castello e Giovanni Benedetto Castiglione.
No final da carreira trabalhou também como engenheiro. O artista faleceu em Veneza em 1644.